# Saint-Utin
Saint-Utin é uma comuna francesa na região administrativa do Grande Leste, no departamento de Marne. Estende-se por uma área de 10.17 km², e possui 79 habitantes, segundo o censo de 2018, com uma densidade de 7.8 hab/km².